# Ahmed Refaat
Ahmed Refaat (en árabe: أحمد السيد رفعت أحمد‎; Kafr El Sheikh, 20 de junio de 1993-El Cairo, 6 de julio de 2024) fue un futbolista egipcio que jugó en la posición de extremo.

## Carrera

### Club
| Periodo   | Club                                  | Apariciones | Poles |
| --------- | ------------------------------------- | ----------- | ----- |
| 2013–2016 | ENPPI Club                            | 48          | 12    |
| 2016–2020 | Zamalek SC                            | 19          | 4     |
| 2019      | → ENPPI Club (cedido)                 | 13          | 2     |
| 2019–2020 | → Al Ittihad Alexandria Club (cedido) | 23          | 7     |
| 2020–2021 | Al-Masry SC                           | 30          | 8     |
| 2021–2024 | Modern Sport FC                       | 40          | 10    |
| 2022–2023 | → Al-Wahda FC (cedido)                | 6           | 1     |

### Selección nacional
Jugó para Egipto en siete ocasiones de 2013 a 2022 y anotó dos goles, ambos en la Copa Árabe de la FIFA 2021. También jugó para la selección juvenil en siete ocasiones en 2013 con quien ganó la Copa Africana de Naciones Sub-20.
| N.º | Fecha                   | Sede                                | Rival    | Marcador | Resultado | Torneo                     |
| --- | ----------------------- | ----------------------------------- | -------- | -------- | --------- | -------------------------- |
| 1   | 4 de diciembre de 2021  | Stadium 974, Doha, Catar            | Sudán    | 1–0      | 5–0       | copa Árabe de la FIFA 2021 |
| 2   | 11 de diciembre de 2021 | Al Janoub Stadium, Al Wakrah, Catar | Jordania | 2–1      | 3–1 (aet) | copa Árabe de la FIFA 2021 |

## Muerte
Refaat murió en El Cairo el 6 de julio de 2024 a los 31 años a causa de un ataque cardíaco causado tras estar 1 hora en paro cardiorrespiratoria.

## Logros

### Club
- Copa de Egipto: 2017-18
- Supercopa de Egipto: 2016

### Selección nacional
- Copa Africana de Naciones Sub-20: 2013